# Trofeo Ciudad de Alicante
El Trofeo Ciudad de Alicante es un torneo de verano de fútbol que se disputa en la ciudad que da nombre a esta competición, una de las más importantes de la Comunidad Valenciana, en España. Este torneo, organizado por las autoridades locales, nació en reemplazo del Trofeo Costa Blanca, cuya responsabilidad está a cargo de la dirigencia del Hércules CF. Se realizó de 1984 a 2002, a excepción de los años 1997 y 1999, volviéndose a disputar desde 2010 hasta la actualidad (a excepción del año 2012). El actual campeón es el Hércules CF que vencería al Deportivo Alavés con un gol de falta de Alvarito Hernainz.

## Palmarés
| Año y edición | Campeón                 | Resultado      | Subcampeón         |
| ------------- | ----------------------- | -------------- | ------------------ |
| 1984 I        | Hércules CF             | 2–0            | CA Peñarol         |
| 1985 II       | CD Universidad Católica | 0–0 (pen.)     | Hércules CF        |
| 1986 III      | Cruzeiro EC             | 4–1            | Hércules CF        |
| 1987 IV       | FC Barcelona            | 6–0            | Hércules CF        |
| 1988 V        | Hércules CF             | 1–1 (pen.)     | Bayer Leverkusen   |
| 1989 VI       | Rayo Vallecano          | 1–1 (pen.)     | Hércules CF        |
| 1990 VII      | Real Madrid CF          | 4–0            | Hércules CF        |
| 1991 VIII     | Real Madrid CF          | 2–0            | Hércules CF        |
| 1992 IX       | Real Madrid CF          | 3–1            | Hércules CF        |
| 1993 X        | Real Madrid CF          | 6–2            | Hércules CF        |
| 1994 XI       | Valencia CF             | 1–1 (pen.)     | Hércules CF        |
| 1995 XII      | Real Madrid CF          | 2–1            | Atlético Celaya FC |
| 1996 XIII     | Atlético de Madrid      | 3–3 (pen.)     | Hércules CF        |
| 1997          | No disputado            | No disputado   | No disputado       |
| 1998 XIV      | Real Madrid CF          | 2–1            | Hércules CF        |
| 1999          | No disputado            | No disputado   | No disputado       |
| 2000 XV       | Real Madrid CF          | 1–1 (4-3 pen.) | SSC Napoli         |
| 2001 XVI      | Real Madrid CF          | 1–0            | Montpellier HSC    |
| 2002 XVII     | Real Madrid CF          | 5–2            | Dinamo Bucarest    |
| 2003–2009     | No disputado            | No disputado   | No disputado       |
| 2010 XVIII    | Real Madrid CF          | 3–1            | Hércules CF        |
| 2011 XIX      | Hércules CF             | 3–1            | Rayo Vallecano     |
| 2012          | No disputado            | No disputado   | No disputado       |
| 2013 XX       | Elche CF                | 1–1 (pen.)     | Hércules CF        |
| 2014 XXI      | Hércules CF             | 1–0            | Albacete Balompié  |
| 2015 XXII     | Hércules CF             | 1–0            | CD Eldense         |
| 2016 XXIII    | Hércules CF             | 1–0            | Levante UD         |
| 2017 XXIV     | Hércules CF             | 2–1            | Rayo Vallecano     |
| 2018 XXV      | Hércules CF             | 2–1            | Real Murcia        |
| 2019 XXVI     | Hércules CF             | 0-0 (4-3 pen.) | UCAM Murcia CF     |
| 2020-2022     | No disputado            | No disputado   | No disputado       |
| 2023 XXVII    | Hércules CF             | 3–0            | UCAM Murcia CF     |
| 2024 XXVIII   | Hércules CF             | 1–0            | Deportivo Alaves   |
| 2025 XXIX     | Hércules CF             | 1–0            | Real Murcia        |

## Títulos por equipo
| Club                    | Títulos | Años campeón                                                           |
| ----------------------- | ------- | ---------------------------------------------------------------------- |
| Hércules CF             | 12      | 1984, 1988, 2011, 2014, 2015, 2016, 2017, 2018, 2019, 2023, 2024, 2025 |
| Real Madrid CF          | 10      | 1990, 1991, 1992, 1993, 1995, 1998, 2000, 2001, 2002, 2010             |
| Rayo Vallecano          | 1       | 1989                                                                   |
| CD Universidad Católica | 1       | 1985                                                                   |
| Cruzeiro EC             | 1       | 1986                                                                   |
| Valencia CF             | 1       | 1994                                                                   |
| Atlético de Madrid      | 1       | 1996                                                                   |
| FC Barcelona            | 1       | 1987                                                                   |
| Elche CF                | 1       | 2013                                                                   |